# Frane Poparić
Frane Poparić (Signo, 4 gennaio 1959) è un ex calciatore croato, di ruolo difensore.

## Carriera
Cresciuto nelle giovanili del Junak Sinj fa il suo debutto professionistico con l'Hajduk Spalato. L'8 giugno 1977 subentra al posto di Zlatko Vujović nella partita di campionato persa 0-2 contro il Partizan.